# Illeville-sur-Montfort
 Illeville-sur-Montfort  là một xã thuộc tỉnh Eure trong vùng Normandie miền bắc nước Pháp.